# Ktery A
Ktery A is een plaats in het Poolse district  Kutnowski, woiwodschap Łódź. De plaats maakt deel uit van de gemeente Krzyżanów en telt 160 inwoners.